# Tineke Schilthuis
Albertine Petronella (Tineke) Schilthuis (Den Haag, 29 juni 1921 – Zeist, 26 november 2013) was een Nederlands politicus. Ze was lid van de Tweede Kamer der Staten-Generaal en commissaris van de Koningin in Drenthe. Schilthuis was lid van de Partij van de Arbeid.

## Levensloop
Schilthuis studeerde rechten in Groningen en was vervolgens van 1948 tot 1952 werkzaam op de gemeentesecretarie in Leiden. Daarna was ze secretaris van de Raad van Waterstaat. In november 1956 werd ze namens de Partij van de Arbeid (PvdA) lid van de Tweede Kamer. In 1967 nam ze afscheid van het parlement. Schilthuis was van 1969 tot 1971 secretaris in het partijbestuur van de PvdA. In 1970 werd ze lid van de gemeenteraad in Den Haag.
In 1974 werd Tineke Schilthuis commissaris van de Koningin in Drenthe. Ze was de eerste vrouwelijke commissaris van de Koningin. Ze had in deze functie te maken met onder andere de Molukse kwesties: de treinkaping bij Wijster (1975), de treinkaping bij De Punt (1977) en de gijzeling van een school in Bovensmilde (1977). Bij de gijzeling op het provinciehuis in Assen in 1978 was Schilthuis een doelwit van de gijzelnemers, die haar wilden uitruilen tegen gevangengenomen Molukkers. Ze wist aan de gijzeling te ontkomen door via een raam het provinciehuis te ontvluchten. In 1982 werd Schilthuis als commissaris opgevolgd door Ad Oele. Ze werd vervolgens lid van de Raad van State (1982-1988).
Schilthuis overleed in 2013 op 92-jarige leeftijd.

## Onderscheidingen
Tineke Schilthuis werd een aantal keren onderscheiden. Ze werd bij haar afscheid van het parlement benoemd tot ridder in de Orde van de Nederlandse Leeuw. In 1981 werd ze commandeur in de Orde van Oranje-Nassau.
- Biografisch Portaal: 38026322
- International Standard Name Identifier: 0000 0003 9650 9305
- Nederlandse Thesaurus van Auteursnamen: 067483976
- Parlement.com: vg09ll7dctz7
- Virtual International Authority File: 291489088
- WorldCat: E39PBJghv7BhGRXhyFV3RB7mBP